# Milan Figala
Milan Figala (23. listopadu 1955, Brno – 3. listopadu 2000, Essen, Německo) byl československý hokejový obránce.

## Hráčská kariéra
Přestože se narodil v Brně, s hokejem začal až v deseti letech ve Vítkovicích, kam se přestěhovali jeho rodiče. Jako osmnáctiletý začal hrát nejvyšší hokejovou soutěž, po dvou odehraných sezónách absolvoval základní vojenskou službu, během které hrál za Duklu Trenčín a VTJ Litoměřice. Po jejím skončení přišel návrat do Vítkovic, kde se sešla úspěšná sestava a během pěti sezon se tým třikrát umístil na medailových stupních, přičemž v sezóně 1980/1981 tým získal historicky druhý titul pro Vítkovice. Poté následoval přestup do Brna, kde vydržel tři sezóny.
Od sezóny 1986/1987 působil v zahraničních ligách, vystřídal Dánsko, Slovinsko, v obou ligách působil jednu sezónu, nakonec zakotvil v britském Fife Flyers Ice Hockey Club. Jeho angažmá trvalo sedm let. Na úplný závěr kariéry strávil jeden rok ve skotském klubu Dumfries Border Vikings.
Jako reprezentant se zúčastnil MS 1979 v Moskvě, kde získal stříbrnou medaili.
V reprezentačním dresu odehrál celkem 19 zápasů a vstřelil 3 góly.

## Trenérská kariéra
Již během působení u týmu Fire Flyers zastával funkci hrajícího trenéra, ve Velké Británii na trenérských pozicích působil až do konce sezóny 1999/2000, následně přestoupil do německého Essenu, kde působil jako asistent trenéra. V roce 2000 zemřel po delší nemoci (rakovina žaludku).
V roce 1989 se spolupodílel na založení The Anglo-Czech Ice Hockey School.